# Sede titolare di Derco
Derco (in latino: Dercensis) è una sede arcivescovile titolare della Chiesa cattolica.

## Storia
L'abitato di Derco, identificabile con Durusu (Terkos) nel distretto di Çatalca dell'odierna Turchia, fu sede di una diocesi del patriarcato di Costantinopoli attestata dall'VIII secolo ed elevata al rango di sede metropolitana nel XIV secolo. È ancora oggi una delle cinque circoscrizioni ecclesiastiche attive del patriarcato in territorio turco, assieme alle arcidiocesi di Costantinopoli, di Calcedonia, di Imbros e Tenedos, e delle Isole dei Principi.
Dal XVIII secolo Derco è annoverata tra le sedi arcivescovili titolari della Chiesa cattolica; il titolo è stato assegnato in diverso modo, come  Delcensis, Dercensis e Delconensis.
La sede è vacante dal 27 novembre 1970. L'ultimo titolare è stato il carmelitano Armand-Etienne Blanquet du Chayla, arcivescovo emerito di Babilonia dei Latini.

## Cronotassi degli arcivescovi titolari
- Nathaniel Bürger, O.F.M. † (11 gennaio 1777 - 28 agosto 1780 deceduto)
- Michał Maurycy Mdzewski † (19 dicembre 1791 - 1814 deceduto)
- Jan Cywiński † (17 dicembre 1840 - 17 novembre 1846 deceduto)
- Luigi Ciurcia, O.F.M. † (4 giugno 1858 - 17 gennaio 1859 succeduto vescovo di Scutari)
- Peter Dufal, C.S.C. † (3 luglio 1860 - 14 marzo 1898 deceduto)
- Juan Nepomuceno Terrero y Escalada † (21 aprile 1898 - 7 dicembre 1900 nominato vescovo di La Plata)
- Antonio Bassani † (22 gennaio 1905 - 21 novembre 1908 succeduto vescovo di Chioggia)
- Domenico Lancellotti † (29 aprile 1909 - 21 aprile 1911 nominato vescovo di Troia)
- Heinrich Hähling von Lanzenauer † (5 agosto 1912 - 30 agosto 1925 deceduto)
- Maurice Francis McAuliffe † (17 dicembre 1925 - 23 aprile 1934 nominato vescovo di Hartford)
- Enrico Montalbetti † (5 maggio 1935 - 9 giugno 1938 nominato arcivescovo di Reggio Calabria)
- Jeremiah Kinane † (31 gennaio 1942 - 11 settembre 1946 succeduto arcivescovo di Cashel)
- Peter Thomas McKeefry † (12 giugno 1947 - 9 maggio 1954 succeduto arcivescovo di Wellington)
- Herman Joseph Meysing, O.M.I. † (25 giugno 1954 - 21 ottobre 1963 deceduto)
- Armand-Etienne M. Blanquet du Chayla, O.C.D. † (17 settembre 1964 - 27 novembre 1970 deceduto)